# 乔治狸藻
乔治狸藻（学名：Utricularia georgei）為狸藻屬一年生陆生食虫植物。其种加词“georgei”来源于澳大利亚植物采集者A·乔治（A. George）。乔治狸藻为西澳大利亚北部的特有种。